# Microhydromys
Microhydromys is een geslacht van knaagdieren uit de muizen en ratten van de Oude Wereld dat voorkomt op Nieuw-Guinea.
Dit geslacht is mogelijk het nauwste verwant aan Hydromys, Baiyankamys, Crossomys, Parahydromys en Paraleptomys (Musser & Carleton, 2005) binnen de Hydromyini. De twee soorten verschillen sterk van elkaar en zijn mogelijk niet nauw verwant. Flannery (1989), die de tweede soort, M. musseri, beschreef, hield ze in hetzelfde geslacht omdat ze vier kenmerken gemeen hebben die suggereren dat de twee soorten elkaars nauwste verwanten zijn.
1. Ten eerste is de eerste bovenkies zeer lang en smal, een kenmerk dat in geen enkel ander Australisch of Nieuw-Guinees knaagdier voorkomt.
2. Verder is de vallei tussen de voorste en middelste rijen knobbels op de eerste bovenkies smal en loopt er een lage rug doorheen vanuit de knobbel t1. Ook dit kenmerk komt niet in andere Hydromyini voor.
3. Bovendien hebben beide soorten een kort palatum (verhemelte), dat binnen de Hydromyini verder alleen voorkomt in de "Hydromys-groep" (Hydromys, Crossomys, Parahydromys en de later toegevoegde Baiyankamys).
4. Ten slotte hebben beide soorten smalle, deels gesloten foramina palatina. Dit kenmerk komt verder niet voor in de onderfamilie.

M. musseri heeft echter ook drie kenmerken die mogelijk een andere verwantschap aangeven.
1. Zo heeft M. musseri een lichte vacht, die verder alleen voorkomt in Leptomys en Paraleptomys binnen de Hydromyini.
2. Ook heeft M. musseri een concaaf palatum, dat verder alleen bij de onechte waterrat (Xeromys myoides) voorkomt binnen de Hydromyini. Er zijn echter detailverschillen tussen de palaten van M. musseri en X. myoides, zodat dit waarschijnlijk geen aanwijzing is van een nauwe verwantschap.
3. Ten derde heeft M. musseri een cingulum posterius op de eerste onderkies. Dat komt binnen de Hydromyini verder alleen voor bij Leptomys, Paraleptomys en Pseudohydromys fuscus.

M. richardsoni heeft één uniek kenmerk: er zitten groeven in de bovenvoortanden. Dat kenmerk is uniek binnen de Hydromyini, maar komt verder voor in een aantal verschillende, niet nauw verwante Muridae, zoals Mylomys, Pelomys, Vandeleuria, Golunda, Mus, Melasmothrix en Tateomys. Microhydromys heeft verder ook de karakteristieke kenmerken van de Hydromyini: kiezen met "bassins" en verlies van de derde kies. Allebei de soorten zijn zeer klein; M. richardsoni is het kleinste inheemse knaagdier van Nieuw-Guinea.
| Grootte van Microhydromys | Grootte van Microhydromys | Grootte van Microhydromys |
| Kenmerk                   | M. musseri                | M. richardsoni            |
| ------------------------- | ------------------------- | ------------------------- |
| Kop-romplengte (mm)       | 108                       | 80-86                     |
| Staartlengte (mm)         | 101                       | 79-92                     |
| Achtervoetlengte (mm)     | 22                        | 19-20                     |
| Oorlengte (mm)            | 13                        | 8-12                      |
| Gewicht (g)               | -                         | 9-12                      |

## Soorten
Er zijn twee soorten:
- Microhydromys argenteus (Papoea-Nieuw-Guinea ten zuiden van het Centraal gebergte)
- Microhydromys richardsoni (verspreid over de bergen van Nieuw-Guinea)

De soort Microhydromys musseri is verplaatst naar het geslacht Pseudohydromys. 
Abditomys · 
Abeomelomys · 
Aethomys · 
Anisomys · 
Anonymomys · 
Apodemus · 
Apomys · 
Archboldomys · 
Arvicanthis · 
Baiyankamys · 
Baletemys · 
Bandicota · 
Batomys · 
Berylmys · 
Brassomys · 
Bullimus · 
Bunomys · 
Canariomys · 
Carpomys · 
Chingawaemys · 
Chiromyscus · 
Chiropodomys · 
Chiruromys · 
Chrotomys · 
Coccymys · 
Colomys · 
Congomys · 
Conilurus · 
Coryphomys · 
Crateromys · 
Cremnomys · 
Crossomys · 
Crunomys · 
Dacnomys · 
Dasymys · 
Dephomys · 
Desmomys · 
Diomys · 
Diplothrix · 
Echiothrix · 
Eropeplus · 
Frateromys · 
Golunda · 
Gracilimus · 
Grammomys · 
Hadromys · 
Haeromys · 
Halmaheramys · 
Hapalomys · 
Heimyscus · 
Hybomys · 
Hydromys · 
Hylomyscus · 
Hyomys · 
Hyorhinomys · 
Kadarsanomys · 
Komodomys · 
Lamottemys · 
Leggadina · 
Lemniscomys · 
Lenomys · 
Lenothrix · 
Leopoldamys · 
Leporillus · 
Leptomys · 
Limnomys · 
Lorentzimys · 
Macruromys · 
Madromys ·
Malacomys · 
Mallomys · 
Malpaisomys · 
Mammelomys · 
Margaretamys · 
Mastacomys · 
Mastomys · 
Maxomys · 
Melasmothrix · 
Melomys · 
Mesembriomys ·
Micaelamys · 
Microhydromys · 
Micromys · 
Millardia · 
Mirzamys · 
Montemys · 
Mus · 
Musseromys · 
Mylomys · 
Myomyscus · 
Nesokia · 
Nilopegamys · 
Niviventer · 
Notomys · 
Ochromyscus · 
Oenomys ·
Otomys · 
Palawanomys · 
Papagomys · 
Parahydromys · 
Paraleptomys · 
Paramelomys · 
Parotomys · 
Paucidentomys · 
Paulamys · 
Pelomys · 
Phloeomys · 
Pithecheir · 
Pithecheirops · 
Pogonomelomys · 
Pogonomys · 
Praomys · 
Protochromys · 
Pseudohydromys · 
Pseudomys · 
Rattus · 
Rhabdomys · 
Rhynchomys · 
Saxatilomys ·
Serengetimys ·
Solomys · 
Sommeromys · 
Soricomys · 
Spelaeomys · 
Srilankamys · 
Stenocephalemys · 
Stochomys · 
Sundamys · 
Taeromys · 
Tarsomys · 
Tateomys · 
Thallomys · 
Thamnomys · 
Tokudaia · 
Tonkinomys ·
Tryphomys · 
Typomys · 
Uromys · 
Vandeleuria · 
Vernaya · 
Xenuromys · 
Xeromys · 
Zelotomys · 
Zyzomys
Microhydromys argenteus · Microhydromys richardsoni